# Matthew Goss
Matthew Harley "Matt" Goss (Launceston, Austrália, 5 de novembro de 1986) é um ciclista profissional australiano, atual membro da equipe de Circuitos Continentais da UCI MTN-Qhubeka. Primeiro, ele competiu em ciclismo de pista antes de fazer uma transição para a estrada.
Em 2005, Goss ganhou a medalha de bronze na perseguição por equipes no Campeonato Mundial, em Los Angeles, junto com Ashley Hutchinson, Mark Jamieson e Stephen Wooldridge. No ano seguinte, ele ganhou a medalha de ouro em Bordeaux, com Peter Dawson, Mark Jamieson e Stephen Wooldridge. Também venceu duas etapas do Giro d'Italia. Competiu na prova de estrada nos Jogos Olímpicos de 2012, em Londres.